# Eternal Prisoner
Eternal Prisoner е третият соло албум на германския китарист Аксел Руди Пел. Издаден е през 1992 г. от Steamhammer Records и е преиздаден през 2003 г.

## Състав
- Джеф Скот Сото – вокали
- Аксел Руди Пел – китара
- Волкер Кравчак – бас
- Кай Раглевски – клавишни
- Йорг Майкъл – барабани